# Gran Invierno de 1709

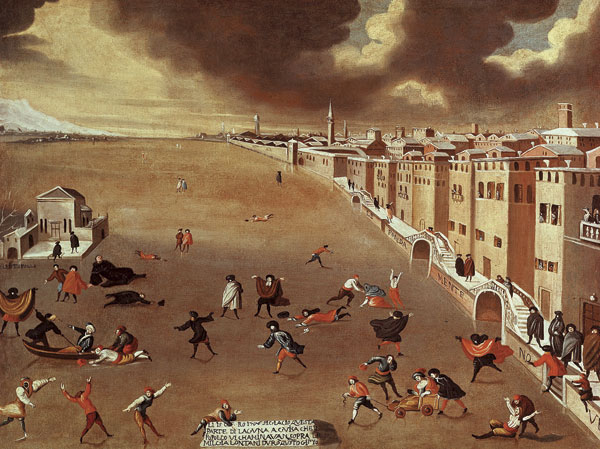
Le lagon gelé en 1709,por Gabriele Bella, parte de una laguna que se congeló en 1709, Venecia, Italia.

Gran invierno de 1709, también conocido en Inglaterra como Great Frost y en Francia como Le Grand Hiver, fue un invierno excepcionalmente frío en Europa a finales de 1708 e inicios de 1709. Fue el invierno más frío en Europa los últimos 500 años. Este frío intenso se produjo dentro del periodo conocido como Mínimo de Maunder, cuando las  manchas solares casi desaparecieron de la superficie del Sol.
William Derham registró una mínima de -12 °C la noche del 5 de enero de 1709 en Upminster, cerca de Londres, y fue la medida más baja desde que se había iniciado su registro en 1697. Otros observadores meteorológicos de Europa también inscribieron en sus registros mínimas de hasta 15 bajo cero. Derham escribió en Philosophical Transactions of the Royal Society «creo que la helada fue la más grande —si no más universal— que ninguna otra que haya habido en la Memoria del Hombre».
La campaña rusa de Carlos XII, durante la Gran Guerra del Norte contra Pedro I el Grande, fue debilitada notablemente por este invierno frío debido a las heladas y las tormentas repentinas que causaron la muerte de miles de soldados suecos en las sucesivas ofensivas; en una única noche fuera del campamento provocaron la muerte de al menos 2.000 personas. En el bando ruso, las bajas por el clima fueron menores porque estaban mejor preparados para un clima adverso de estas características y se mantenían recluidos cautelosamente en sus campos. Gracias a que sus pérdidas fueron sustancialmente menores fue lo que contribuyó en gran medida a su victoria en la batalla de Poltava en el verano siguiente.
Francia también se vio afectada por esta adversidad climatológica que llevó a una fuerte hambruna, con una estimación de 600.000 personas muertas a finales de 1710.
Historiadores contemporáneos franceses sostienen que no fue la hambruna la causa masiva de muertes en la Francia de 1709, sino que murieron a causa de la guerra de sucesión española.
Isabel Carlota del Palatinado, duquesa de Orleáns, escribió una carta a su tía abuela en Alemania en la que describía cómo todavía temblaba de frío y apenas podía sostener la pluma a pesar de tener un fuego crepitante a su lado, la puerta cerrada y su persona completamente envuelta en pieles: «Nunca en mi vida he visto un invierno como este».

## Proyecto Millenium de la Unión Europea

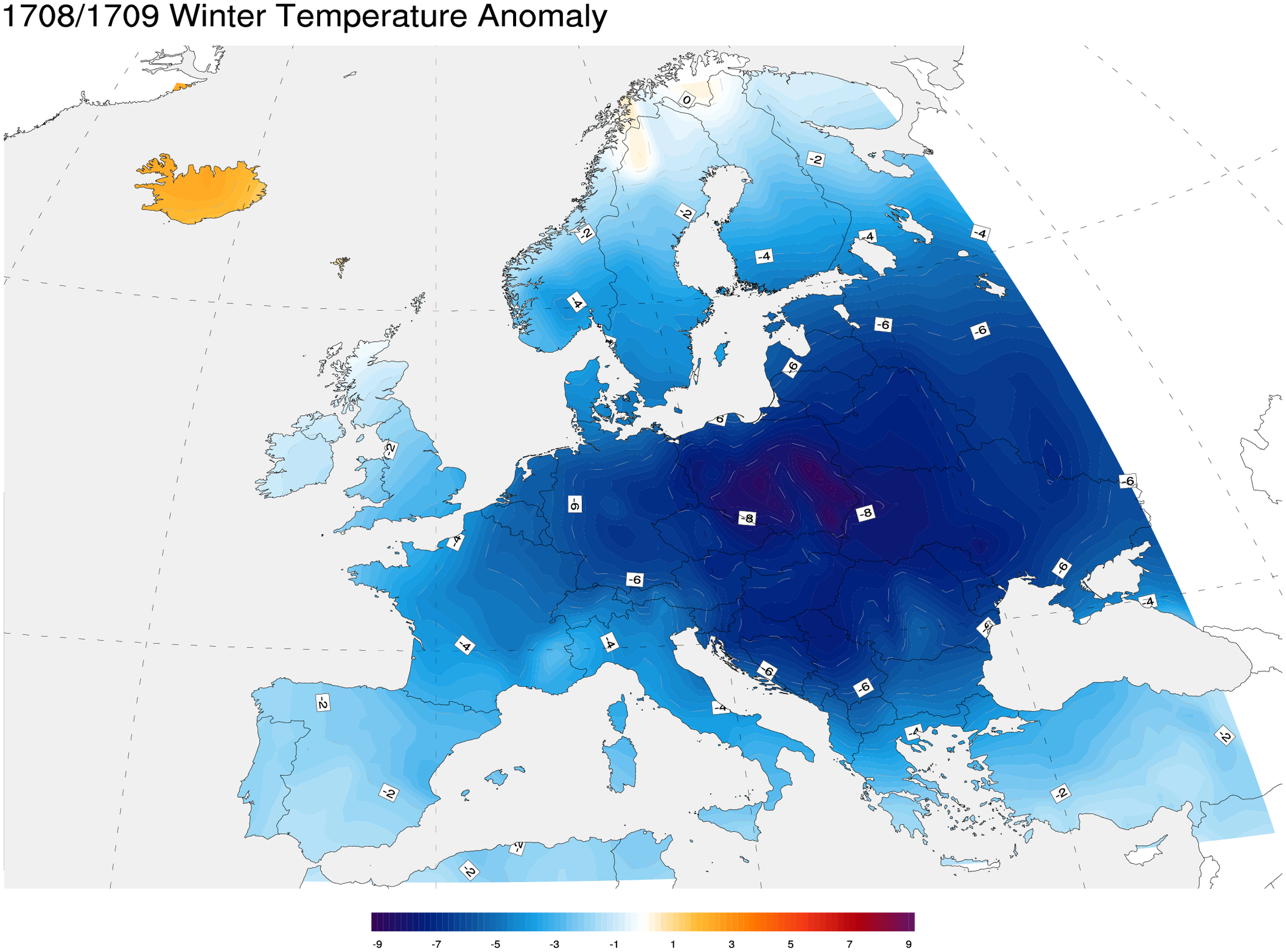
1708/1709 anomalía de temperatura de invierno con respecto a la climatología de 1971-2000.

El proyecto Millennium de la Unión Europea se ha interesado por este invierno inusual del que los climatólogos contemporáneos no han sido capaces todavía de encontrar correlaciones entre las causas conocidas del clima frío en Europa con los patrones meteorológicos documentados en 1709. Según Dennis Wheeler, un climatólogo de la Universidad de Sunderland, «parece que pasó  algo inusual entonces».